# ستيف كينغ
ستيف كينغ (بالإنجليزية: Steve King) (و. 1949 – م) هو سياسي، من الولايات المتحدة الأمريكية، ولد في ستورم ليك، هو عضوٌ في الحزب الجمهوري.

## مناصب
تولى منصب عضو مجلس النواب الأمريكي (منذ 3 يناير 2013)، وعضو مجلس ولاية ايوا.